# Środowiskowo-Lekarskie Wodne Ochotnicze Pogotowie Ratunkowe w Radomiu
Środowiskowo-Lekarskie Wodne Ochotnicze Pogotowie Ratunkowe (Ś-L WOPR) jest stowarzyszeniem kultury fizycznej, założonym w 2003 roku w Radomiu i działającym na terenie całej Polski.

## Działalność
Stowarzyszenie jest instytucją funkcjonującą w ramach systemu Państwowego Ratownictwa Medycznego i posiada zgodę Ministra Spraw Wewnętrznych i Administracji na prowadzenie ratownictwa wodnego. Stowarzyszenie jest wpisane do Krajowego Rejestru Sądowego pod numerem 0000153380 i posiada status Organizacji Pożytku Publicznego. Działalność organizacji obejmuje obszar bezpieczeństwa publicznego a w szczególności ratownictwo wodne i ratownictwo medyczne oraz edukację.